# Camponotus wiederkehri
Camponotus wiederkehri é uma espécie de inseto do gênero Camponotus, pertencente à família Formicidae.